# Gustav Šilih
Gustav Šilih, slovenski častnik, pedagog, mladinski pisatelj,  urednik, * 31. julij 1893, Velenje, † 24. november 1961, Maribor.

## Življenje
Šilih je leta 1912 maturiral na učiteljišču v Ljubljani. Nato se je strokovno izpopolnjeval na Dunaju, v Ženevi in Zagrebu, kjer je na Višji pedagoški šoli diplomiral iz pedagogike, psihologije in nemščine.
Pred 1. svetovno vojno je poučeval v Preboldu. Med vojno je bil vpoklican v Avstro-Ogrsko vojsko, poslan na Soško fronto, kjer je bil ranjen, po vojni pa je kot Maistrov borec sodeloval v boju za severno mejo. Po letu 1918 je med drugim učil na trgovski šoli v Mariboru (1919 do 1927). Od leta 1928 do 1941 ter 1945 do 1952 pa je poučeval na mariborskem učiteljišču. Leta 1952 je v Mariboru ustanovil vzgojno posvetovalnico in jo vodil do 1961.
Šilihovo pedagoško pisanje obsega preko 300 bibliografskih enot, od tega več knjig. Nekatera od  njegovih strokovnih del so prevedena v srbohrvaščino. Bil je ustanovitelj in predsednik Pedagoške centrale ter organizator pedagoških tečajev v Mariboru in urednik Roditeljskega lista ter Pedagoškega zbornika (1924 do 1932).
Po njem se imenuje Osnovna šola Gustava Šiliha v Borovi vasi in Velenju.

## Literarno delo
Šilih je v mlajših letih pisal pesmi in krajšo mladinsko prozo: Nekoč je bilo jezero (1921), Beli dvor (1938) in odrsko delo  Kaverna (uprizorjeno 1932).